# Cheilanthes clevelandii
Cheilanthes clevelandii là một loài thực vật có mạch trong họ Adiantaceae. Loài này được D.C. Eaton miêu tả khoa học đầu tiên năm 1875.

## Hình ảnh

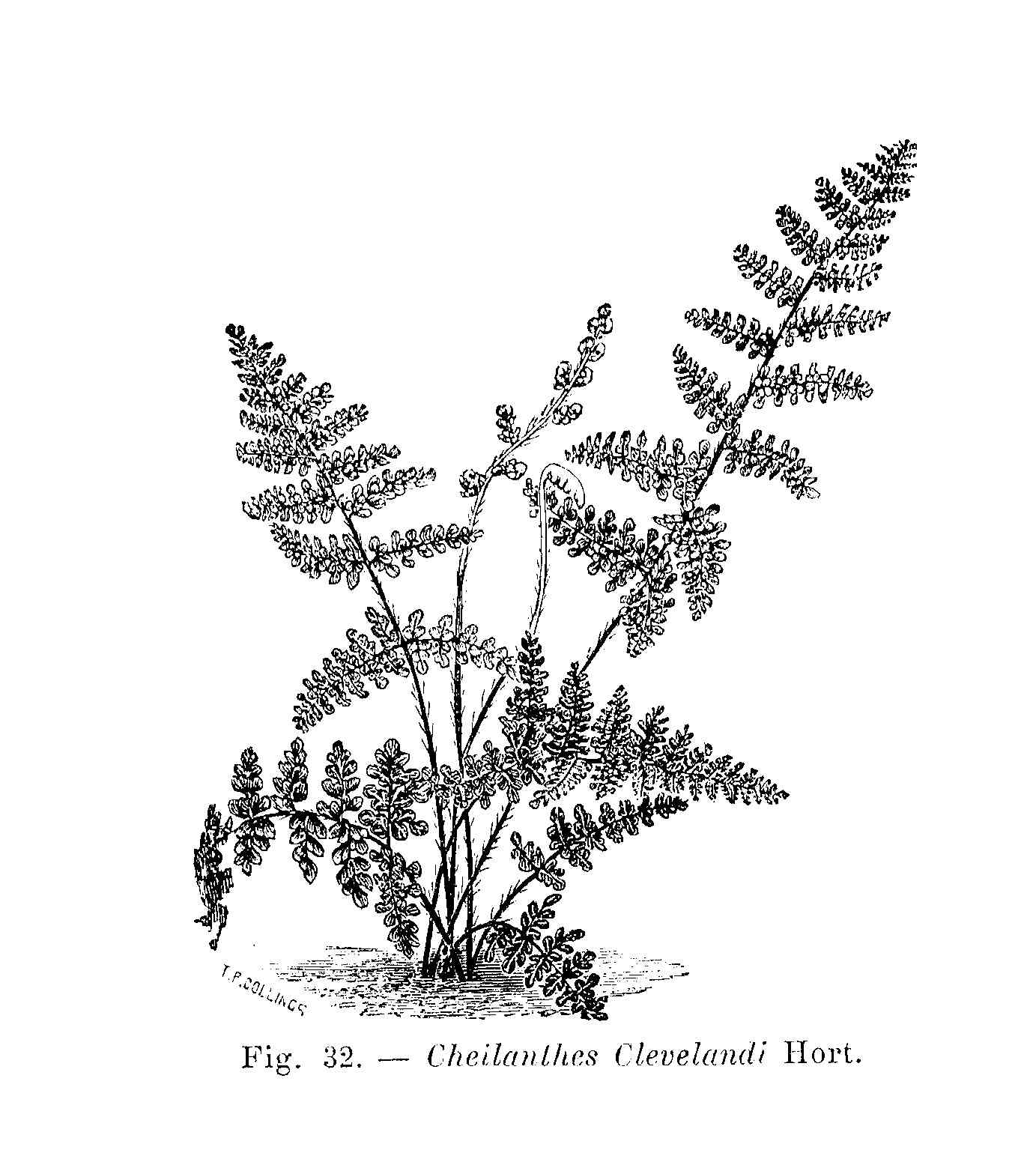
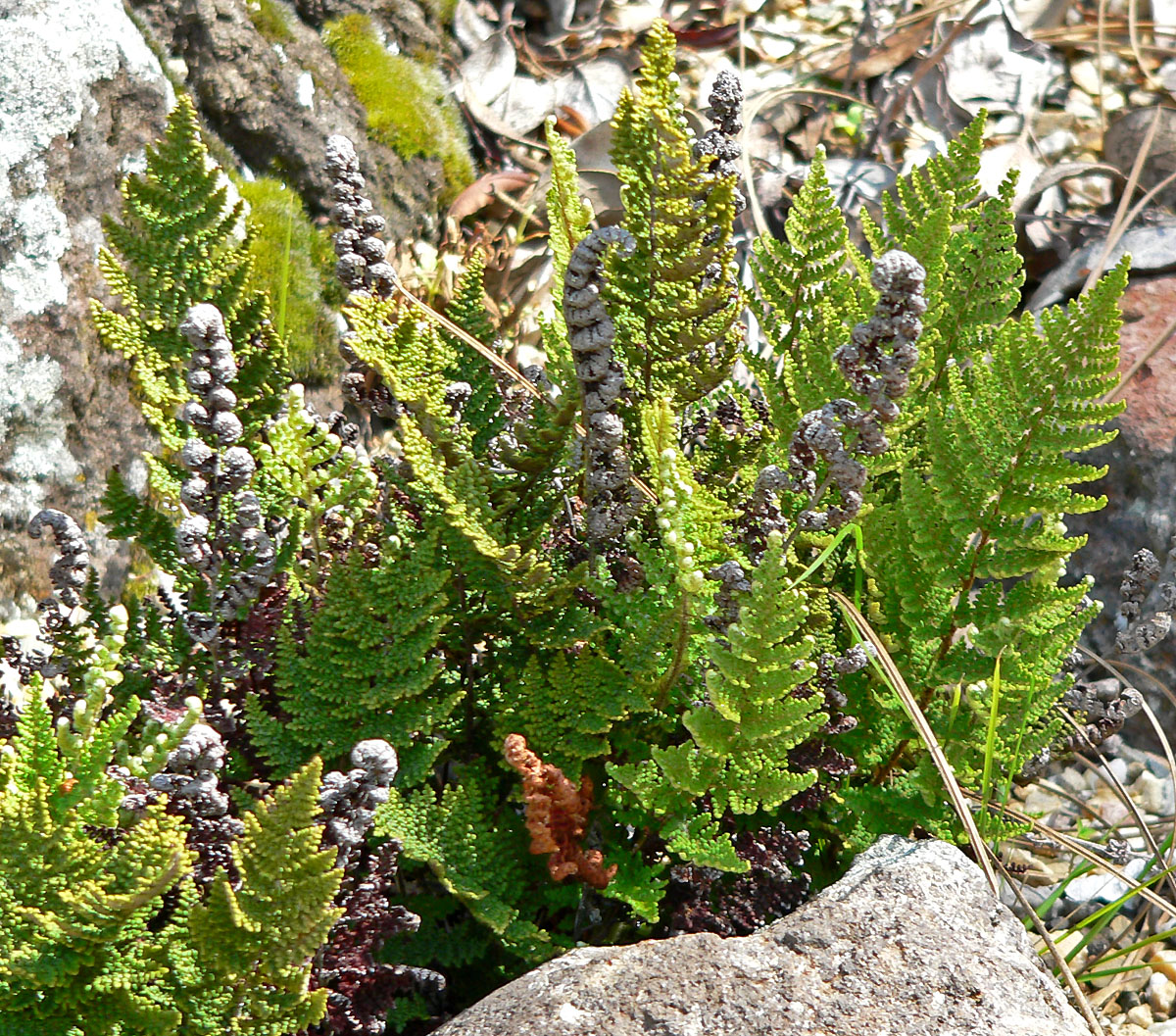
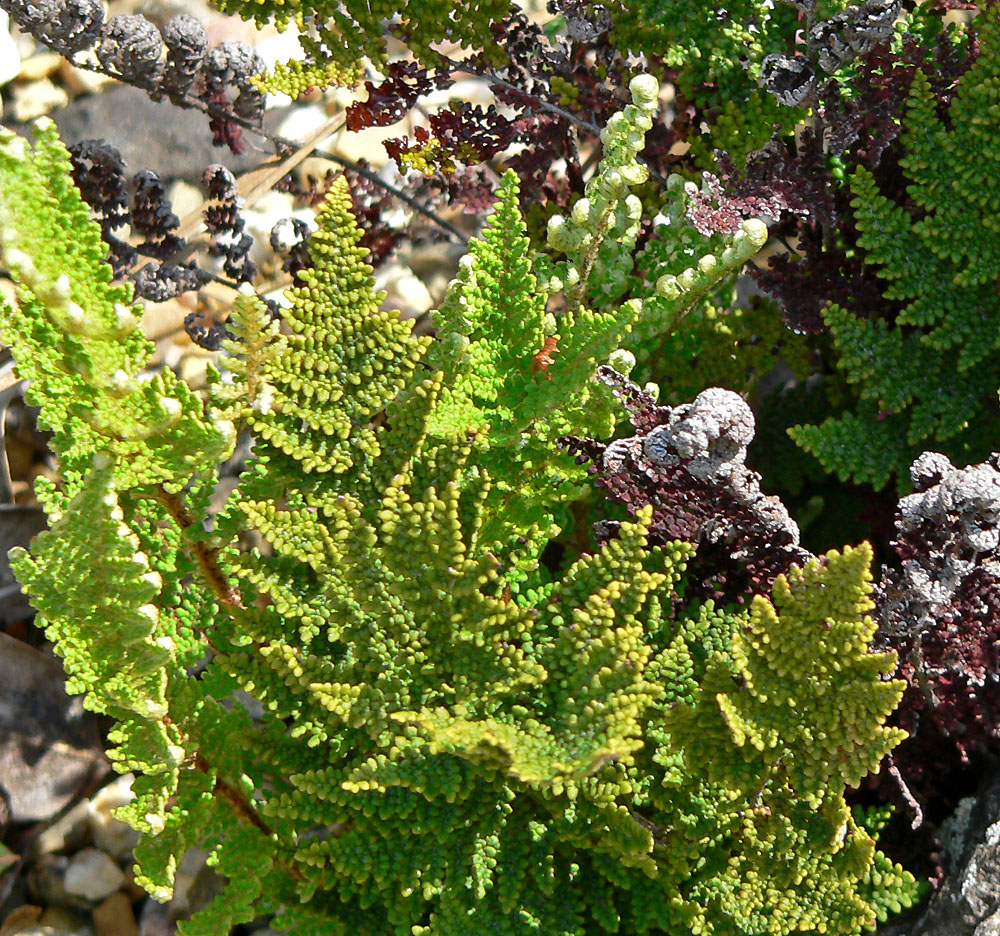
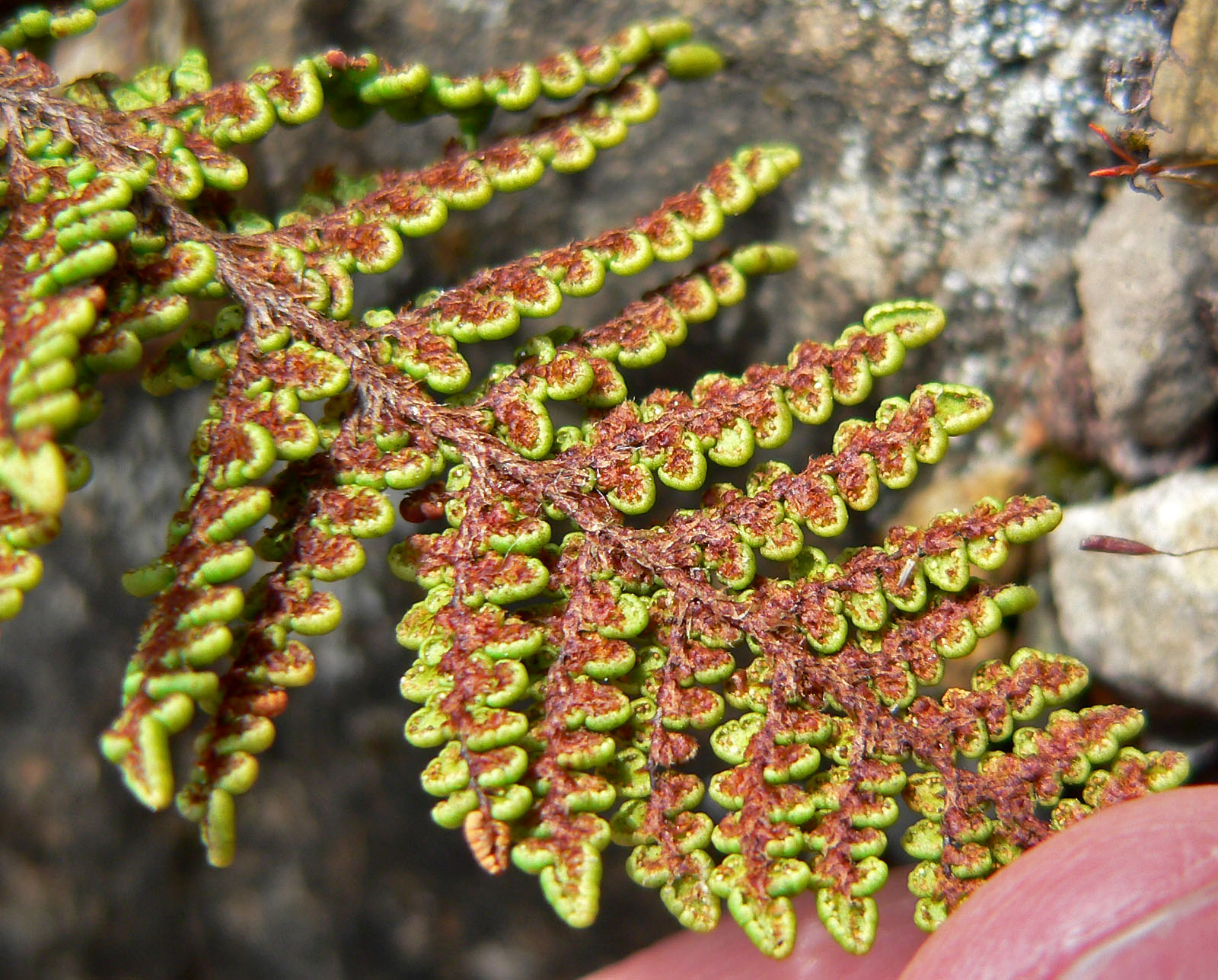